# Frequencies
Pour les articles homonymes, voir Frequency.
Pour plus de détails, voir Fiche technique et Distribution.
Frequencies ou OXV: The Manual est un film britannique indépendant réalisé par Darren Paul Fisher, sorti en 2013.
L'intrigue se développe dans un monde où chaque personne émet une fréquence spécifique qui détermine sa chance, déterminant davantage son succès dans la vie. Une fréquence plus élevée signifie plus de chance et donc moins de sentiments. Isaac-Newton Midgeley, connu sous le nom de Zak, est un garçon de basse fréquence qui veut changer son destin et commencer une relation avec Marie-Curie Fortune dit Marie, qui est une haute fréquence.

## Synopsis
Malgré ses professeurs et ses parents qui disent à Zak que Marie et lui sont des opposés qui n'attireront jamais, Zak tente pendant toute sa jeunesse de courtiser Marie, sans succès. Marie, étant de haute fréquence, elle est incapable de ressentir de l'émotion; Cependant, son but est de ressentir de l'amour. L'ami de Zak, Theo, tente d'aider Zak à augmenter sa fréquence, un exploit prétendu impossible. Pendant son adolescence, Zak utilise des aimants et d'autres méthodes en vain.
À son retour, en tant que jeune adulte à l'anniversaire de Marie. Il prétend être en mesure d'augmenter sa fréquence et parvient finalement à avoir un baiser de Marie. Les deux finissent par passer la nuit ensemble. Zak découvre avec Theo que les ondes sonores, lorsqu'elles sont combinées avec des mots de deux syllabes charabia, sont capables d'élever temporairement sa fréquence. Ils créent un appareil de téléphonie cellulaire qui, en fonction de l'environnement, est capable de déterminer quels mots peuvent augmenter sa fréquence.
Cependant, Zak et Marie découvrent que les mots ont réellement des propriétés contrôlant l'esprit, ce qui peut avoir causé leur amour. Une organisation gouvernementale secrète détient Zak et ses associés, révélant que ce phénomène avait été connu à travers l'histoire et a été lentement oublié. En 1760, ce phénomène avait perdu beaucoup de son pouvoir. Incapable de contacter Theo, Zak utilise un mot pour paralyser son ravisseur et s'échappe. Il s'échappe à la maison de Théo, où le père de Théo révèle que la musique, en particulier celle de Mozart, était capable d'équilibrer les fréquences de tout le monde et d'annuler les propriétés contrôlant l'esprit de ces mots. Theo est capable de calculer une équation basée sur la musique et de découvrir que le destin existe. Il est capable de prédire l'avenir et les destinées des autres. Zak et Marie réalisent que leur amour a été causé par le destin, pas par le choix. Trouvant cela hors de propos, les deux se tiennent la main pendant que Théo réalise l'équation philosophique parfaite.

## Fiche technique
- Titre français : Frequencies
- Réalisation : Darren Paul Fisher
- Scénario : Darren Paul Fisher
- Pays d'origine : Royaume-Uni
- Format : Couleurs - 35 mm - 1,85:1
- Genre : romance, science-fiction
- Durée : 105 minutes
- Dates de sortie[1] : 
  -  Canada : 24 juillet 2013 (FanTasia)
  -  France : 30 octobre 2015 (Festival Nantes Utopiales)

## Distribution
- Daniel Fraser : Zak
- Charlie Rixon : Zak enfant
- Dylan Llewellyn : Zak adolescent
- Eleanor Wyld : Marie
- Lily Laight : Marie enfant
- Georgina Minter-Brown : Marie adolescente
- Owen Pugh : Theo
- Ethan Turton : Theo enfant
- Tom England : Theo adolescent